# Herb gminy Rzekuń
Herb gminy Rzekuń – jeden z symboli gminy Rzekuń, autorstwa Kamila Wójcikowskiego i Roberta Fidury, ustanowiony 11 listopada 2013.

## Wygląd i symbolika
Herb przedstawia na tarczy w polu czerwonym księgę w oprawie złotej, na której miecz rzymski srebrny z takimż trzonem, zaś jelcem i głowicą złotymi, flankowane przez dwie lilie srebrne z łodygą i listkiem złotymi.
Lilie oraz księga z mieczem są atrybutami pierwotnych patronów kościoła parafialnego w Rzekuniu. Parafia, erygowana w 1413 roku, pierwotnie pod wezwaniem Nawrócenia Św. Pawła oraz Wniebowzięcia Najświętszej Marii Panny, od początku XX wieku nosi wezwanie Najświętszego Serca Pana Jezusa.